# Giovanni (console 456)
Giovanni (in latino Ioannes; fl. 456) è stato un console dell'Impero romano.
Giovanni è noto esclusivamente per le inscrizioni che lo ricordano come console (tutte successive al consolato): fu infatti console per il 456, scelto dalla corte orientale, assieme a Flavio Varane. In Occidente il suo posto fu preso dall'imperatore Avito.